# Agrostis clemensorum
Agrostis clemensorum är en gräsart som beskrevs av Norman Loftus Bor. Agrostis clemensorum ingår i släktet ven, och familjen gräs.
Artens utbredningsområde är Java. Inga underarter finns listade i Catalogue of Life.